# Elina Colomer
Pour les articles homonymes, voir Colomer.
Elina Colomer (1922-1987) est une actrice argentine.

## Filmographie sélective
- Cuando la primavera se equivoca (es)
- Nuestra Natacha (es)
- Besos perdidos (es)
- Los secretos del buzón (es)
- Una viuda casi alegre (es)
- Juan Mondiola (es)
- Mi divina pobreza (es)
- El conde de Montecristo (es)
- La familia Falcón (es)
- La familia hippie (es)